# Polská lidová strana (Československo)
Polská lidová strana (polsky Polskie Stronnictwo Ludowe, zkratka PSL) byla politická strana na území prvorepublikového Československa, která reprezentovala část polské národnostní menšiny.

## Dějiny
Navazovala na dřívější politickou organizaci slezských Poláků evangelického vyznání z dob Rakouska-Uherska. Byla založena na podzim 1922. Prvním předsedou byl Józef Berger. Mezi další předáky patřili Jan Buzek či Jarosław Waleczko. Před parlamentními volbami v roce 1925 vytvořila koalici Polský lidový a dělnický svaz, ve kterém se spojilo několik polských menšinových stran. Kromě Polské lidové strany ještě Svaz slezských katolíků v Československé republice, Polská socialistická dělnická strana a Slezská lidová strana. V parlamentu za tuto širokou koalici zasedl ovšem jen Leon Wolf ze Svazu slezských katolíků v Československé republice. V zemských volbách roku 1928 kandidovala strana opět v rámci širší polské koalice, nyní ovšem již bez socialistů, zato s Židovskou stranou. Stejná konstelace pak byla použita při parlamentních volbách v roce 1929, kdy polská část získala dva mandáty v parlamentu a z nich jeden připadl zástupci lidové strany, Janu Buzkovi.
Během 30. let 20. století se strana jako odraz prohlubujícího se zahraničněpolitického odcizování mezi Československem a Polskem, radikalizovala. Jan Buzek byl v rámci dohadování v polské koalici donucen ukončit svůj status hospitanta v poslaneckém klubu Československé sociálně demokratické strany dělnické. V roce 1937 se Polská lidová strana sloučila s národovecky orientovanou frakcí odštěpenou od Polské socialistické dělnické strany, která se jmenovala Polská sociálně demokratická strana v Československu. Po fúzi obou byl název výsledné formace změněn na Polska partia ludowa (zkratka PPL). Předsedou byl Jan Buzek, místopředsedou bývalý sociální demokrat Rudolf Fukala. V březnu 1938 pak strana v rámci pokračující integrace polského politického spektra vstoupila do platformy nazvané Svaz Poláků v Československu.